# Miklós Ybl

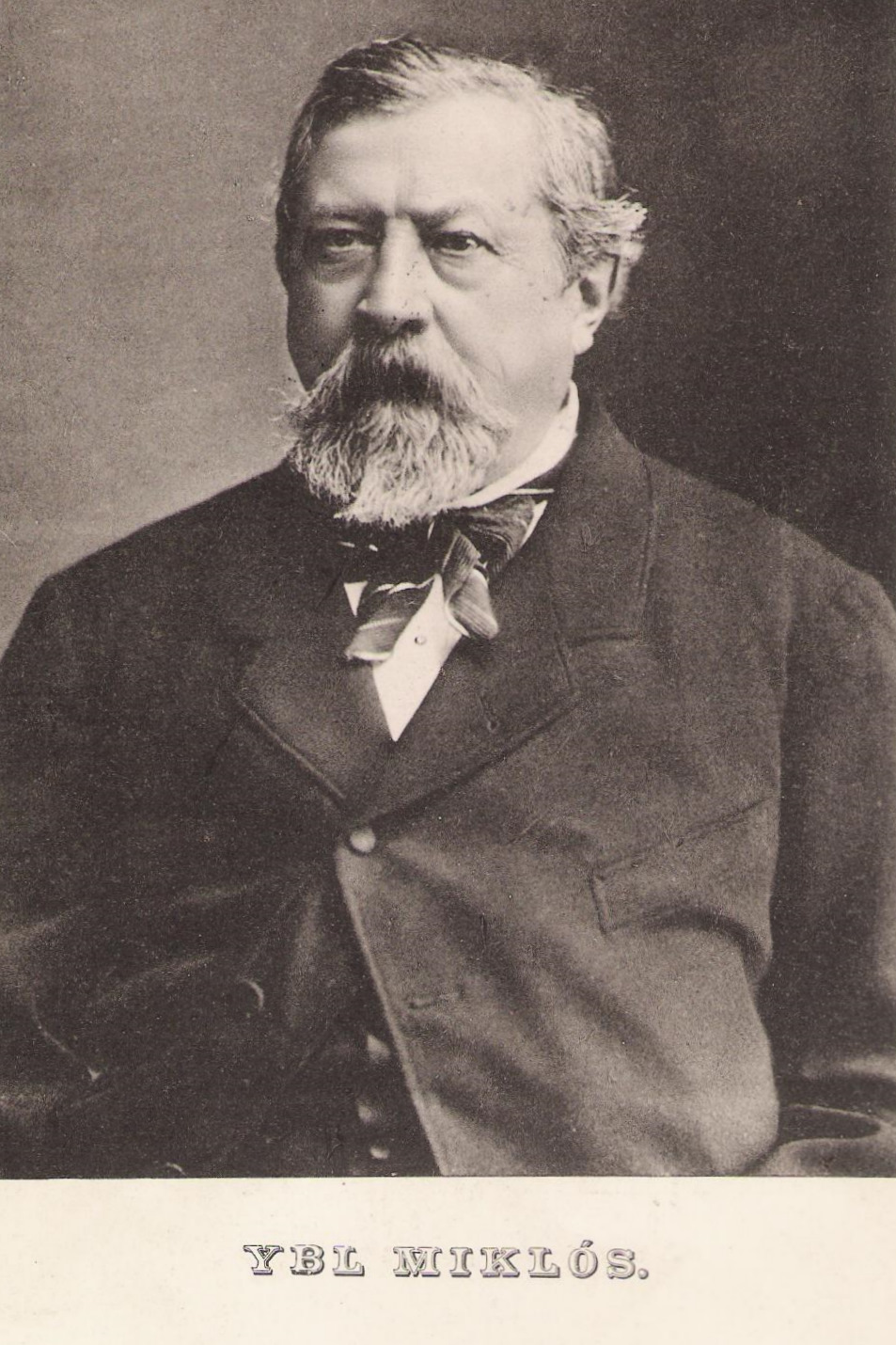
Miklós Ybl (ohne Jahr)

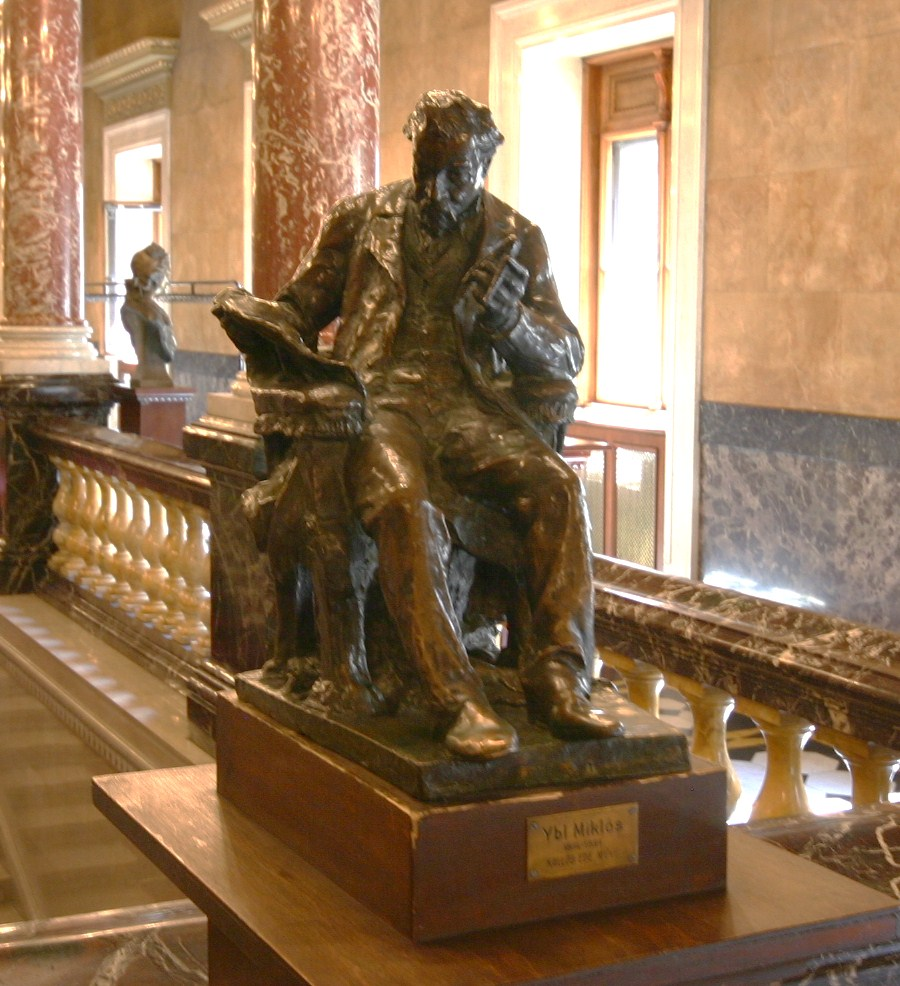
Statue im Treppenhaus des Budapester Opernhauses

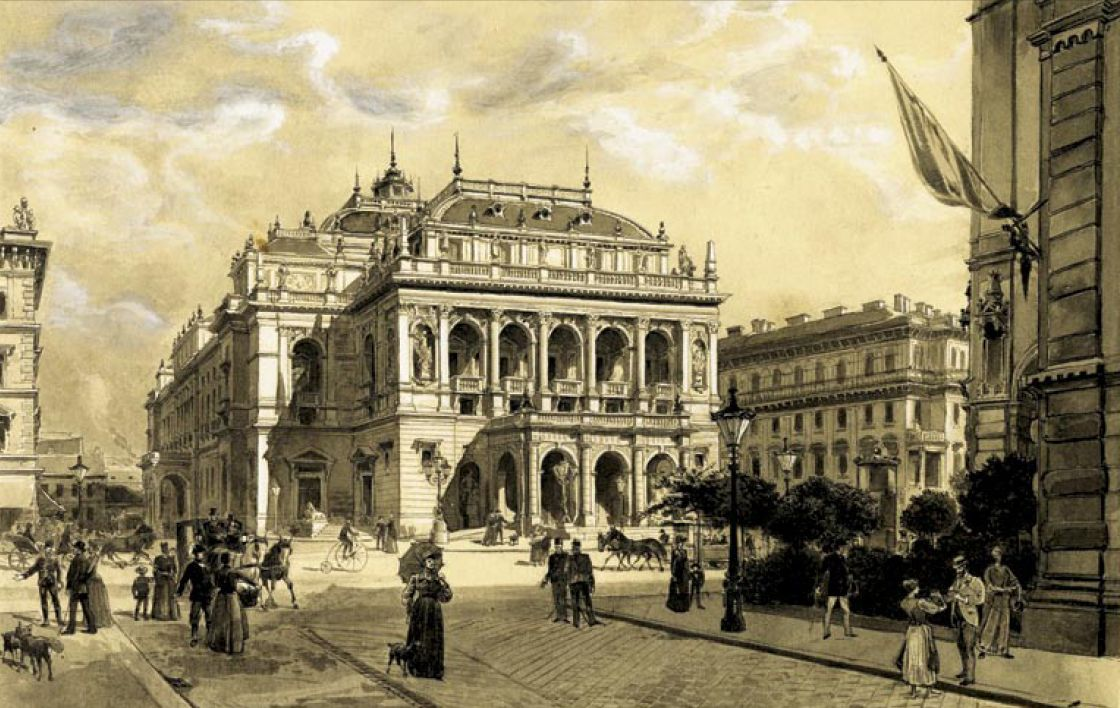
Tivadar Dörre: Budapester Opernhaus (um 1890)

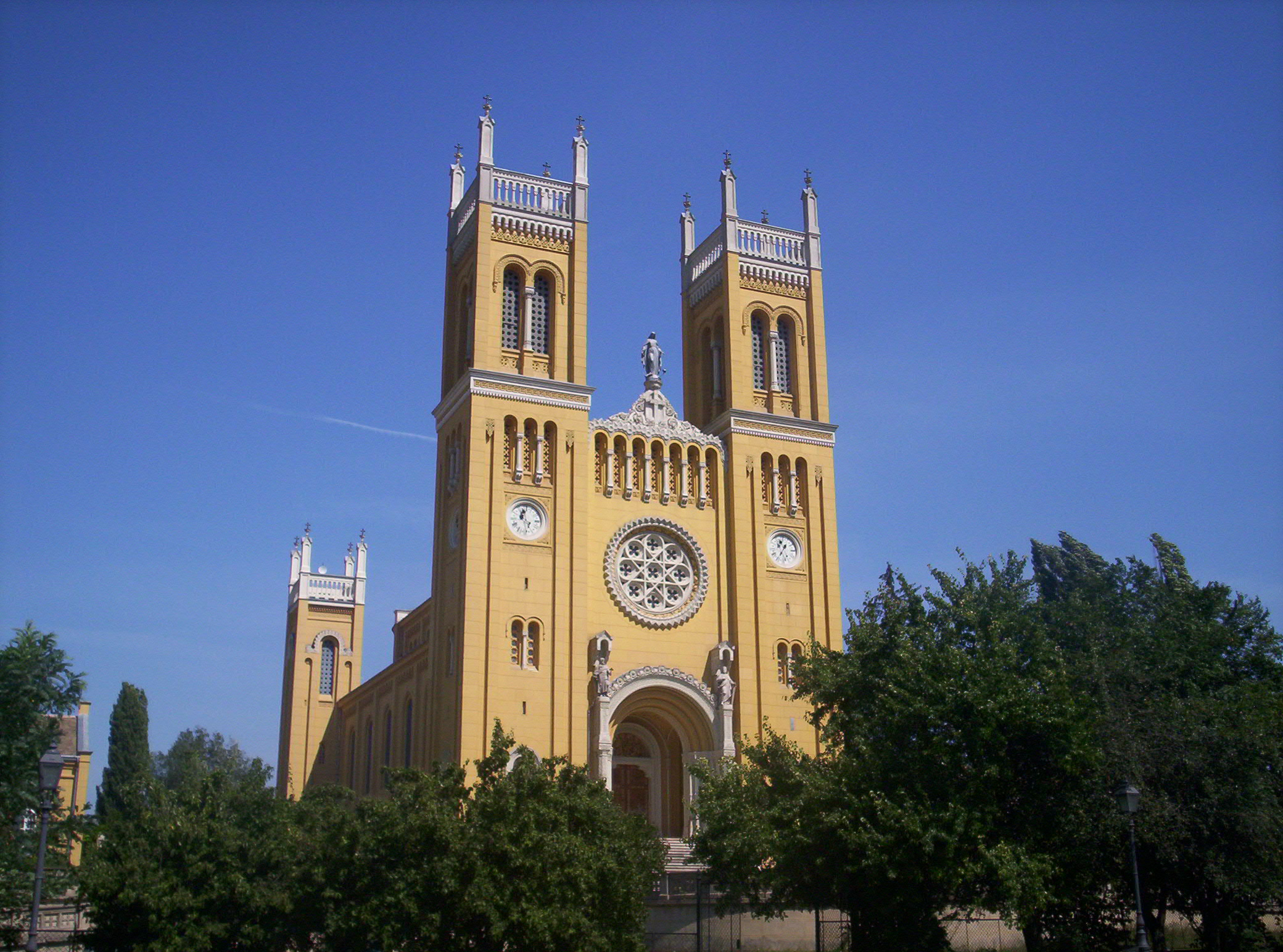
Römisch-Katholische Kirche in Fót

Miklós Ybl, seit 1883 Ritter von Ybl (deutsch Nikolaus Ybl, * 6. April 1814 in Székesfehérvár (Stuhlweißenburg), Kaisertum Österreich; † 22. Januar 1891 in Budapest, Österreich-Ungarn) war ein ungarischer Architekt und ein bedeutender Vertreter des europäischen Historismus. Zu seinen bekanntesten Werken gehört die Ungarische Staatsoper in Budapest.

## Leben
Ybl studierte von 1825 bis 1831 am k.k. Polytechnischen Institut in Wien. Ab 1832 arbeitete er im Büro des Architekten Mihály Pollack, ab 1836 bei Henrik Koch, einem Vertreter des Neoklassizismus. Zwischen 1840 und 1842 unternahm er Studienreisen nach München und nach Italien.
Seinen ersten Auftrag führte er mit Ágost Pollack, dem Sohn von Mihály Pollack, aus. Es war das Schloss Ikervár von Lajos Batthyány. Den frühen Stil Ybls kann man als romantisch mit romanischen Elementen bezeichnen. Seine spätere Arbeit ist eher der Neorenaissance zugehörig.
In Anerkennung für seine Dienste erhielt er 1866 das Ritterkreuz des Franz-Joseph-Ordens, den Österreichisch-kaiserlichen Leopold-Orden und wurde am 13. Januar 1883 in den Ritterstand erhoben.
Eine große Enttäuschung in seinem Leben war, dass er zwar bei der Gründung der Ungarischen Akademie der Wissenschaften mitgewirkt hatte, aber nicht zum Mitglied gewählt wurde.
Sein Grab befindet sich auf dem Fiumei Úti Sírkert („Friedhof an der Fiumer Straße“) in Budapest.
1953 wurde der Ybl Miklós-díj („Miklós-Ybl-Preis“) gestiftet. 2009 wurde ein Asteroid nach ihm benannt: (166886) Ybl.

## Bauten (Auswahl)
- 1845–1849: Fót, Umbau des Károlyi-Schlosses
- 1845–1855: Fót, Römisch-katholische Kirche
- ca. 1852: Budapest, Grabovszky-(Rózsa-)Villa
- 1857–1858: Budapest, Nationale Reitschule
- ca. 1860: Leányfalu, Gyulai-Villa
- ca. 1860: Békéscsaba, Schloss Wenckheim
- 1860–1864: Nagycenk, neoromanische Stephanskirche von 1864
- 1862–1864: Etschka, neoromanische Römisch-katholische Kirche
- ab 1862: Kecskemét, Evangelische Kirche
- 1862–1865: Budapest, Palais Festetics
- 1863: Budapest, Deutsches Theater (unvollendet)
- ab 1863: Budapest, Károly-Palast
- 1863–1864: Budapest, MTA-Haus
- ca. 1865: Fegyvernek, Szapáry-Schloss
- 1865–1866: Budapest, Altes Abgeordnetenhaus
- 1865–1879: Budapest, Römisch-katholische Kirche, Bakáts-Platz
- 1867: Budapest, Pálffy-Palast
- 1867–1869: Budapest, Haus der Lánchíd AG
- 1867–1891: Budapest, St.-Stephans-Basilika, beendet von Josef Kauser
- 1870–1874: Budapest, Zollhaus (Fővámház)
- 1871: Budapest, Margarethenbrücke (unvollendet)
- ca. 1872: Parád, Ybl Hotel
- 1873–1883: Tura, Schossberger Schloss
- 1873–1884: Budapest, Ungarische Staatsoper
- 1874–1982: Budapest, Burggarten-Kiosk und -Basar
- 1875–1879: Ókígyós, Wenckheim-Schloss
- 1880–1882: Parádsasvár, Károlyi-Schloss
- 1880–1891: Budapest, Umbau des Burgpalasts
- 1881–1882: Budapest, Clarisseum
- 1883–1884: Budapest, Széchenyi-Palast (zerstört)
- ca. 1888: Parád, Hotel Erzsébet

Außerdem Bürgerhäuser und Schlösser in Csurgó, Doboz, Kétegyháza, Lengyeltóti, Mácsa, Marcali, Ókígyós, Surány und weitere.

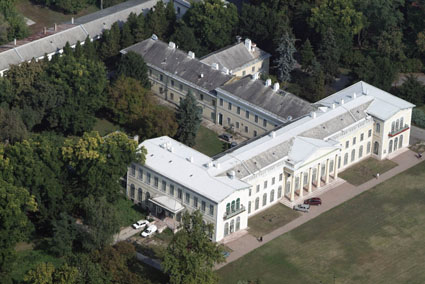
Fót: Károlyi-Schloss
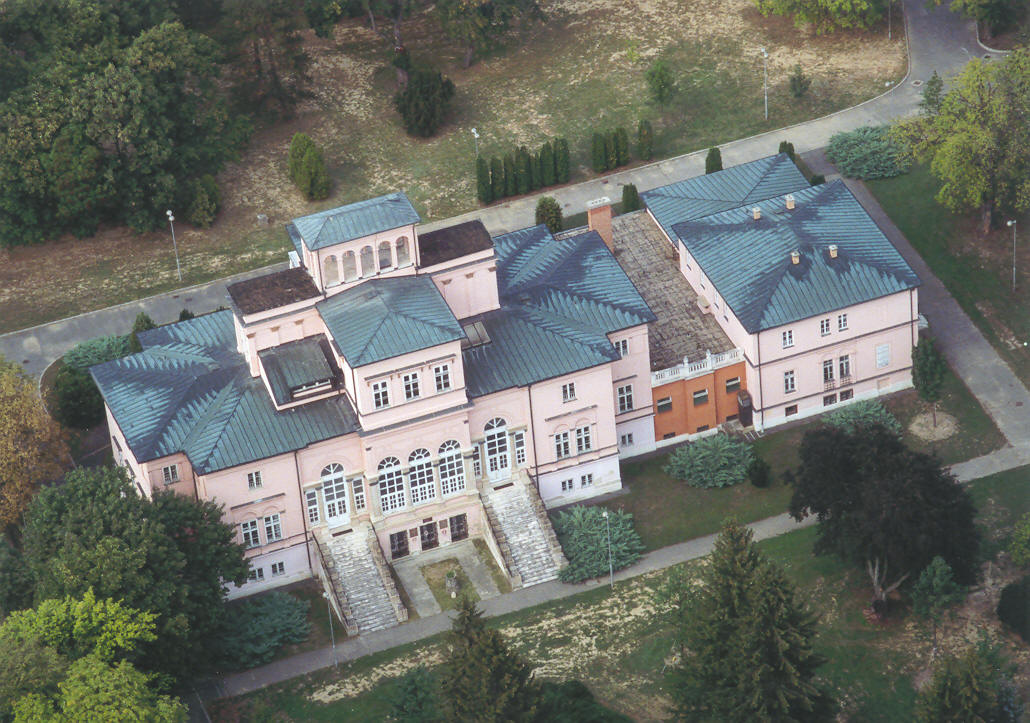
Ikervár: Palast
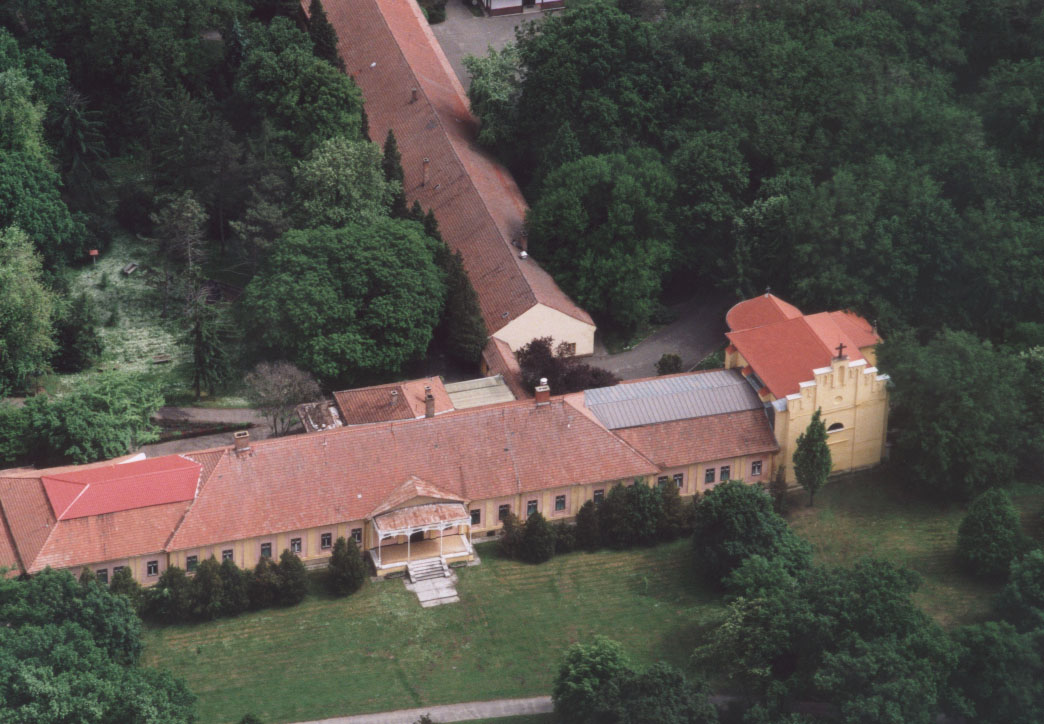
Kétegyháza: Schloss
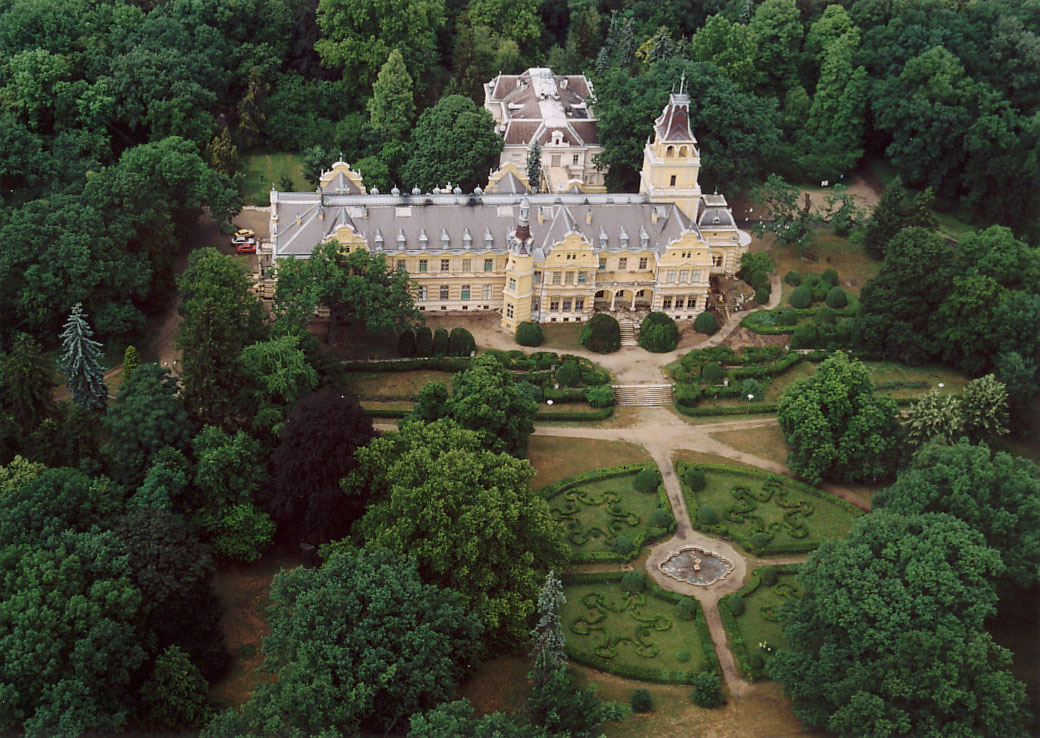
Szabadkígyós: Schloss Wenckheim